# دايملر دينغو
دايملر دينغو (بالإنجليزيّة: Daimler Dingo أو Daimler Scout Car) هي مركبة استطلاع بريطانيّة خفيفة الوزن ذات دفع رباعي تم استخدامها أيضًا للاتصال خلال الحرب العالمية الثانية بين 1940 و1945. ظلت دول أخرى تنتجها حتى 1968.
تم تصنيع 6626 وحدة من هذه المُدرَّعة بخمسة طرازات، تبّقى منها حوالي 57 وحدة معروضة اليوم في المتاحف والمجموعات الخاصة.

## الخدمة
تم استخدام المُدرَّعة لأول مرة من قبل قوة المُشاة البريطانيّة (الفرقة المُدرَّعة الأولى والفرقة الرابعة الملكيّة نورثمبرلاند فيوزيلييرز) خلال معركة فرنسا ضمن الحرب العالميّة الثانية. كما استخدمتها عدّة دول تابعة للكومنولث آنذاك.
تم استخدام المُدرَّعة بعد ذلك في عدّة نزاعات وحروب حول العالم، حيث كانت الطوارئ المالايويّة، حروب البرتغال الاستعماريّة، الغزو التركي لقبرص وحرب فيتنام من أهم تلك الحروب. كما وعدت ألمانيا بمنح أوكرانيا عدد منها كمساعدات عسكرية إضافية لمواجهة الغزو الروسي

## الطرازات
- MK-I النموذج الأول بنظام توجيه رباعي وسقف ينزلق داخل سكة.
  - MK-1A سقف قابل للطي
  - MK-1B إضافة تبريد المحرك في الاتجاه المعاكس.
- MK-II الدفع باستخدام عجلتين أماميتين.
- MK-III تم استبدال السقف المعدني بالقماش المشمع. إضافة عازل المحرك للماء. إضافة أنابيب لإطلاق قنابل الدخان.

## الصور

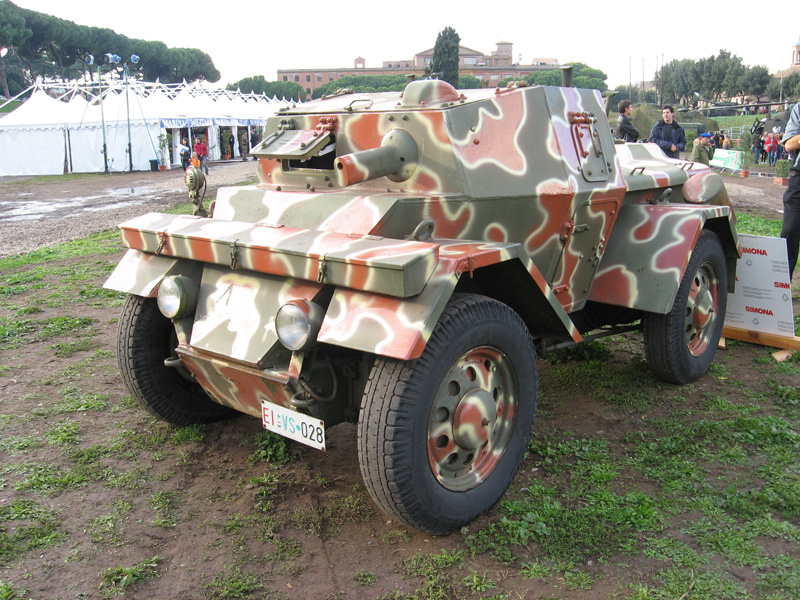
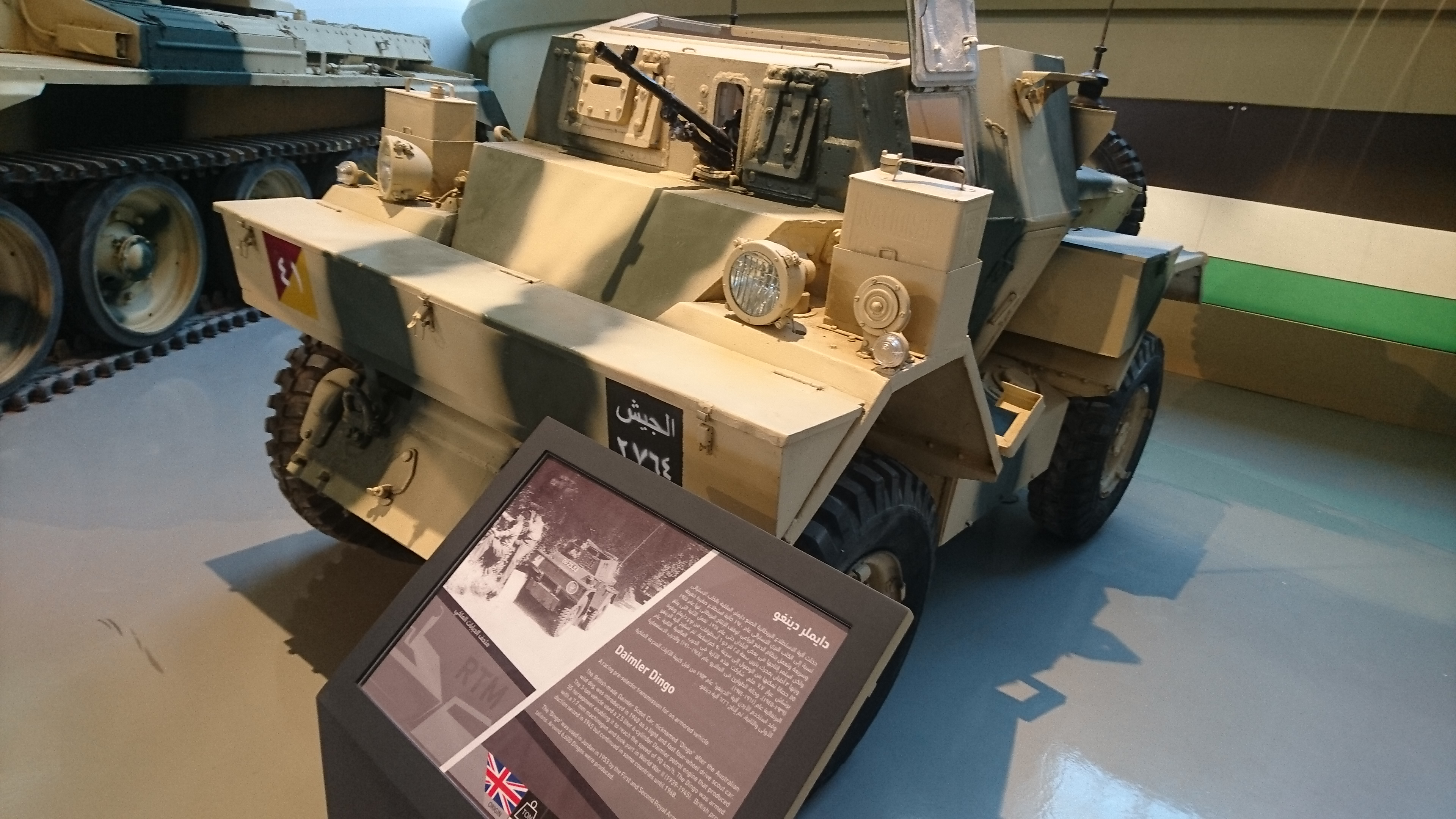
المدرعة في متحف الدبابات الملكي، عمّان
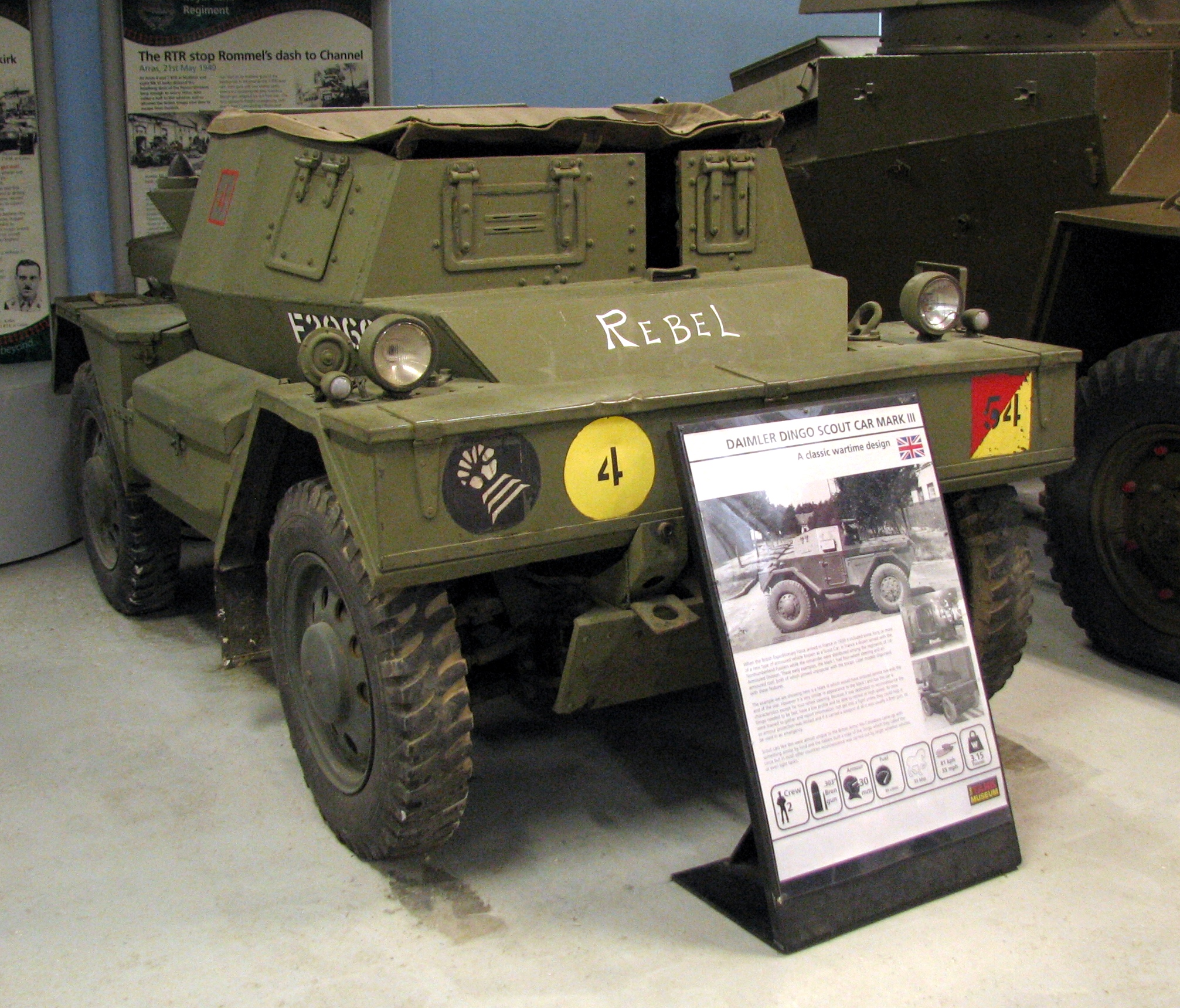
المدرعة في متحف بوفنغتون.